# 20070 Koichiyuko
A 20070 Koichiyuko (ideiglenes jelöléssel 1993 XL) a Naprendszer kisbolygóövében található aszteroida. Kobajasi Takao fedezte fel 1993. december 8-án.